# Voz humana

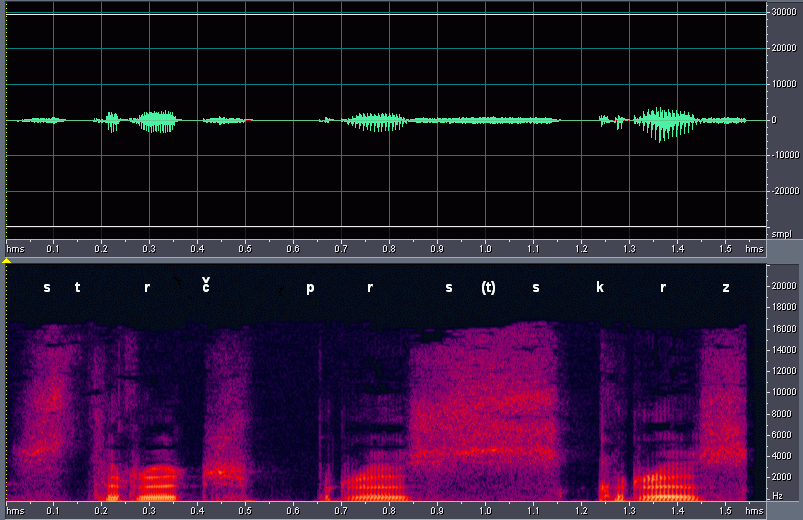
Diagrama de onda (arriba) y espectrograma (abajo) de la oración del checo Strč prst skrz krk que significa 'Introduce el dedo a través de la garganta', en el espectrograma se aprecian claramente los fonos que la componen.

La voz humana consiste en un sonido emitido por el aparato fonador de un ser humano. Los pulmones deben producir un flujo de aire adecuado para que las cuerdas vocales vibren. Las cuerdas vocales son una membrana vibradora, que realizan un ajuste fino de tono y timbre. Los articuladores (tracto vocal) son, entre otros: la lengua, el paladar, los labios.
Las cuerdas vocales, en combinación con los articuladores, pueden producir grandes rangos de sonidos.
El tono de la voz se puede modular para mostrar emociones tales como la ira, la sorpresa o la felicidad. Los cantantes usan la voz como un instrumento para crear música. La voz humana consiste en un sonido emitido por un ser humano usando las cuerdas vocales. Para hablar, cantar, reír, llorar, gritar, perecer, etcétera. La voz humana es específicamente la parte de la producción de sonido humano en la que las cuerdas vocales son la fuente primaria de sonido. Hablando de forma general, la voz se genera en los pulmones, el diafragma, las cuerdas vocales y los llamados articuladores. Esto significa que en la producción de la voz están implicados tres sistemas: el respiratorio, el fonador y el articulatorio. En cuanto al sistema respiratorio, los pulmones deben producir un flujo de aire adecuado para que las cuerdas vocales vibren (el aire es el combustible de la voz). Dentro del sistema fonador, las cuerdas vocales son los vibradores, unidades neuromusculares que realizan un ajuste fino de tono y timbre. En el sistema articulatorio o resonador, los articuladores (tracto vocal) consisten en lengua, paladar, mejilla, labios, nuca, etcétera. Articulan, filtran el sonido y forman la voz.
Las cuerdas vocales, en combinación con los articuladores, pueden producir grandes sonidos.
Lo que quiere decir que las cuerdas, al emitir un sonido, chocan entre sí.[cita requerida]

## Tipos de voz según las cuerdas vocales

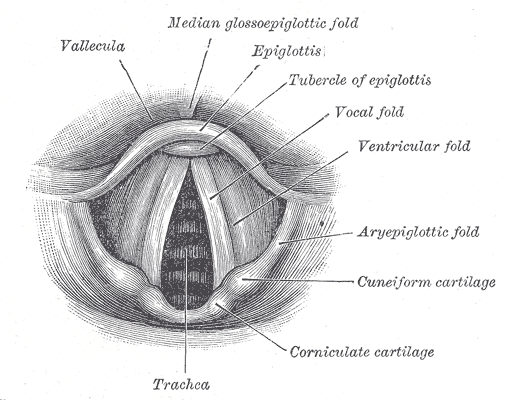
Diagrama ilustrado de las cuerdas vocales.

Los hombres y las mujeres tienen cuerdas vocales de tamaños diferentes. La voz de los hombres adultos tienen habitualmente un tono más bajo debido a una mayor longitud y grosor de sus cuerdas vocales. Los pliegues del sistema vocal masculino tienen una longitud de entre 17 mm y 25 mm. Coincidiendo con las características del cuerpo femenino, que tiene menor masa muscular que el masculino, las mujeres tienen cuerdas con un menor grosor y longitud. En su caso, la longitud está entre 12.5 mm y 17.5 mm. 
Como se puede apreciar en la ilustración, las cuerdas están localizadas justo encima de la tráquea. La comida y la bebida no pasan a través de las cuerdas sino a través del esófago. Estos tubos están separados por la epiglotis. Cuando se toma aire mientras se come, la comida podría pasar por las cuerdas vocales. 
En ambos sexos, las cuerdas se encuentran dentro de la laringe. Están sujetas en su parte de atrás (la parte más cercana a la espina dorsal) al cartílago aritenoide y a la parte delantera (la parte debajo de la barbilla) al cartílago de la tiroides. No tienen borde externo ya que se funden con un lado del tubo mientras que los bordes internos están sueltos para poder vibrar libremente. Tiene tres capas de un epitelio, ligamento vocal, y músculo, de tal forma que se pueden acortar o abombar las cuerdas. Son bandas planas triangulares con un color blanco perla. Por encima de ambos lados de las cuerdas vocales está la cuerda vestibular o "cuerda vocal falsa", el cual tiene un pequeño saco entre sus dos cuerdas.
La diferencia en tamaño de las cuerdas vocales masculinas y femeninas hace que tengan distintos tonos de voz. Además, la genética también causa variaciones dentro del mismo sexo, donde se pueden establecer categorías en cuando a su musicalidad. Por ejemplo, entre los hombres existen bajos, barítonos y tenores. Entre las mujeres, contralto, mezzo-sopranos y sopranos. Existen más categorías para voces de ópera. No es la única fuente de diferencias entre las voces masculina y femenina. Los hombres, generalmente, tienen un tracto vocal más grande lo que esencialmente da como resultado un calidad tonal más grave. Es fundamentalmente independiente de las cuerdas vocales.
En resumen la diferencia entre una voz masculina y femenina no solo está dada por la diferencia de longitud en las cuerdas vocales sino también en su grosor, su tensión media,  el tamaño de la laringe, la resonancia que genera la estructura ósea, que en definitiva definen una altura y timbre característico, de allí que se puede detectar una voz suave y sonora que sin embargo se la ubica como masculina, o bien un hombre con nuez prominente pero cuya voz, sin embargo, es alta en el tenor o contralto cercano, pues de pronto sus cuerdas son finas a pesar de su laringe grande, por ello que no son extrañas voces que cómodamente pueden ser catalogadas como bajas de mujer o altas de hombre sin ser chocantes al oído.